# Sawston
Sawston är en by och en civil parish i South Cambridgeshire i Cambridgeshire i England. Orten har 7 145 invånare (2011). Byn nämndes i Domedagsboken (Domesday Book) år 1086, och kallades då Salsiton(e).